# Tom Kellerhuis
Tom Kellerhuis (Bodegraven, 21 juni 1964) is een Nederlands journalist en hoofdredacteur van HP/De Tijd.

## Loopbaan
Kellerhuis begon zijn loopbaan in 1991 als hoofdredacteur van de eerste landelijke studentenglossy van Nederland: Specifiek Universitair Magazin (SUM). In 1994 trad hij toe tot de redactie van weekblad HP/De Tijd. Eerst als redacteur, later als chef Kunst en Cultuur (2003 - 2008) en hoofdredacteur (2014 - heden). 
In 2008 verliet hij de journalistiek voor zijn andere grote passie: koken. Hij doorliep van 2008 tot 2011 de koksopleiding aan het ROC van Amsterdam en liep diverse stages als leerlingkok bij befaamde restaurants in binnen- en buitenland: onder meer bij restaurant Halvemaan en het met twee Michelinsterren bekroonde Tantris in München. In 2010 publiceerde hij Het roer om (Carrera), het verslag van zijn ervaringen als keukenslaaf.
In 2011 keerde Kellerhuis terug in de journalistiek en ging als interviewer en culinair verslaggever schrijven voor onder meer Het Parool, Nieuwe Revu, Vrij Nederland en HP/De Tijd, dat inmiddels een maandblad was geworden. Sinds februari 2014 is hij hoofdredacteur van laatstgenoemde titel. In 2015 maakte hij vier dagen voor diens dood het laatste interview met Joost Zwagerman.

### Interviewbundels
- 1998 - Honderd vragen (Anthos)
- 2001 - Honderd vrijpostige vragen (Thomas Rap)
- 2008 - Ben jij eigenlijk wel een aardig mens? (Thomas Rap)

### Culinaire titels
- 2010 - Het roer om (Carrera)
- 2011 - Zonde en berouw (Carrera, samen met Marion Pauw)
- 2015 - De Herenkookclub (Lannoo)